# Catherine Millet
Catherine Millet (* 1. dubna 1948 Bois-Colombes) je francouzská spisovatelka, kritik umění, kurátorka, zakladatelka a redaktorka časopisu Art Press, který se zaměřuje na moderní a současné umění.

## Život
Narodila se v Bois-Colombes ve Francii. Je především známá svou knihou, monografií z roku 2002, která v Česku vyšla pod názvem Sexuální život Catherine M. V knize popisuje svou sexuální minulost, od masturbace v dětství, po dospělost a fascinaci skupinovým sexem. Kniha byla hodnocena Edmundem Whitem jako „nejrozsáhlejší kniha o sexu, jakou kdy napsala žena".
V roce 2008 vydala pokračování knihy pod názvem Jour de Souffrance (česky překlad Den utrpění), v češtině doposud nevyšlo. Kniha byla přeložena v roce 2009 do angličtiny pod názvem Jealousy: The Other Life of Catherine M. (česky překlad Žárlivost: Jiný život Kateřiny M.)
Je provdaná za básníka a romanopisce Jacquese Henrica.
V dubnu 2016 získala cenu Prix François Morellet. Byla oceněna na Národních dnech knihy a vína v Saumuru (francouzsky National Days of Book and Wine), které se pořádají ve spolupráci s Château de Montsoreau Museum of Contemporary Art. Na této události jsou oceňování osobnosti za svůj přínos ve prospěch současného umění.
V prosinci 2017, během rozhovoru ve francouzském rádiu France Culture, prohlásila: „Opravdu lituji, že jsem nikdy nebyla znásilněna, protože bych mohla ukázat (ženám), že se z něj můžete zotavit“
V lednu 2018, ve spolupráci s novinami Le Monde, vydala otevřený dopis, kde kritizovala hnutí #MeToo.  Dopis byl podepsán více než stovkou francouzských žen, včetně herečky Catherine Deneuve, a vyvolla značnou kontroverzi.

## Ocenění
Catherine Millet byla navržena na ocenění Řád umění a literatury.